# Imperium (serial telewizyjny 2015)
Imperium (ang. Empire) – dramat, musical amerykański, serial telewizyjny wyprodukowany przez Imagine Television, Be Dark Entertainment, Danny Strong Productions, 20th Century Fox Television, Yevsterdays Televised Pictures oraz RavaGEEKS International. Pomysłodawcami serialu są Lee Daniels i Danny Strong. Serial jest emitowany od 7 stycznia 2015 roku przez FOX.
W Polsce serial jest emitowany od 12 lutego 2015 roku przez Fox Polska.
13 maja 2019 roku, stacja ogłosiła, że szósty sezon jest finałową serią.

## Fabuła
Serial opowiada o życiu rodzinnym i pracy Luciousa Lyona, który jest właścicielem dużej wytwórni muzycznej Empire Enterprises.

## Obsada

### Główna
- Terrence Howard jako Lucious Lyon
- Trai Byers jako Andre Lyon[4], najstarszy syn Luciousa i Lorethy "Cookie"
- Jussie Smollett jako Jamal Lyon, syn Luciousa i Lorethy "Cookie", który jest gejem
- Bryshere Gray jako Hakeem Lyon[5], najmłodszy syn Luciousa i Lorethy "Cookie"
- Grace Gealey jako Anika Calhoun[4], dziewczyna Luciousa
- Malik Yoba jako Vernon Turner[6]
- Kaitlin Doubleday jako Rhonda Lyon[7], żona Andre i synowa Luciousa
- Taraji P. Henson jako Loretha "Cookie" Lyon zd. Holloway[8], była żona Luciousa
- Gabourey Sidibe jako Becky Williams[4], osobista asystentka Luciousa w Empire Entertainment [9]
- Ta’Rhonda Jones jako Porsha Taylor, asystentka Cookie[9]
- Serayah McNeill jako Tiana Brown[10]
- Xzibit jako Leslie 'Shyne' Johnson (sezon 3)[11]

### Drugoplanowa
- Courtney Love jako Elle Dallas[12], multiplatynowa gwiazda Empire Entertainment, która zmaga się z uzależnieniem od narkotyków ale też żądzą powrotu na szczyt
- Naomi Campbell jako Camilla Marks[13], projektantka mody i była kochanka Hakeem'a
- Rafael de La Fuente jako Michael Sanchez, były chłopak Jamala
- Tasha Smith jako Carol Holloway, siostra "Cookie"
- Shanesia Davis jako pani Calhoun, matka Aniki Calhoun
- Eka Darville jako Ryan Morgan
- Nealla Gordon jako agent Harlow Carter (sezon 1)
- Damon Gupton jako detektyw Calvin Walker (sezon 1)
- Jennifer Hudson jako Michelle White (sezon 1)[14]
- V. Bozeman jako Veronica (sezon 1-2)
- Derek Luke jako Malcolm DeVeaux
- Antoine McKay jako Marcus "Bunkie" Williams (sezon 1)
- Judd Nelson jako Billy Baretti
- Andre Royo jako Thurston 'Thirsty' Rawlings
- Tyra Ferrell jako Roxanne Ford (sezon 2)[15]
- Marisa Tomei jako Mimi Whiteman[16]
- AzMarie Livingston jako Chicken
- Adam Rodríguez jako Laz Delgado (sezon 2)[17]
- Bre-Z jako Freda Gatz
- Jamila Velazquez jako Laura Calleros
- Chris Bridges jako oficer McKnight
- Leslie Uggams jako Leah Walker
- Forest Whitaker jako wujek Eddiego (sezon 4)[18]

### Gościnna
- Cuba Gooding Jr. jako Dwayne "Puma" Robinson, autor tekstów piosenek i stary znajomy Luciousa i "Cookie" (sezon 1)
- Raven-Symoné jako Olivia Lyon, była żona Jamala (sezon 1)
- Estelle jako Delphine, piosenkarka związana z Empire Entertainment (sezon 1)
- Mary J. Blige jako Angie, kobieta z przeszłości Luciousa (sezon 1)[19]
- Ludacris jako oficer McKnight (sezon 2)[20]
- DeRay Davis jako Jermel (sezon 1-2)
- Petey Pablo jako Clyde (sezon 2)
- Becky G jako Valentina Galindo (sezon 2)[21]
- Alicia Keys jako Skye Summers (sezon 2)[22]
- Vivica A. Fox jako Candace Holloway (sezon 2)[23]
- Da Brat jako Jezzy (sezon 2)
- Rosie O’Donnell jako Pepper O'Leary (sezon 2)
- Kelly Rowland jako Leah Mary Walker (sezon 2)[24]
- Chris Rock jako Frank Gathers (sezon 2)[25]
- Tobias Truvillion jako Derek "D-Major" Major (sezon 2)
- Gladys Knight jako ona sama[26]
- Anthony Hamilton jako on sam
- Sway Calloway jako ona sama
- Snoop Dogg jako on sam
- Rita Ora jako ona sama[14]
- Juicy J jako on sam
- Patti LaBelle jako ona sama
- Charles Hamilton jako on sam
- Pitbull jako on sam[27]
- Timbaland jako on sam[28]
- Sharon Carpenter jako ona sama
- Ne-Yo jako on sam
- Funkmaster Flex jako on sam
- Nicole Richie jako ona sama
- Joel Madden jako on sam
- Jason Derulo jako on sam
- Lee Daniels jako on sam
- Montana of 300 jako on sam

## Odcinki
| Sezon | Sezon | Odcinki | Oryginalna emisja | Oryginalna emisja | Oryginalna emisja   | Oryginalna emisja | Oryginalna emisja |
| Sezon | Sezon | Odcinki | Premiera sezonu   | Finał sezonu      | Premiera sezonu     | Finał sezonu      |                   |
| ----- | ----- | ------- | ----------------- | ----------------- | ------------------- | ----------------- | ----------------- |
|       | 1     | 13      | 7 stycznia 2015   | 18 marca 2015     | 12 lutego 2015      | 30 kwietnia 2015  |                   |
|       | 2     | 18      | 23 września 2015  | 18 maja 2016      | 7 października 2015 | 29 maja 2016      |                   |
|       | 3     | 18      | 21 września 2016  | 24 maja 2017      | 8 października 2016 | 18 listopada 2017 |                   |
|       | 4     | 18      | 27 września 2017  | 23 maja 2018      | 17 czerwca 2018     | 22 lipca 2018     |                   |
|       | 5     | 18      | 26 września 2018  | 8 maja 2019       | —                   | —                 |                   |
|       | 6     | 18      | 24 września 2019  | 21 kwietnia 2020  | —                   | —                 |                   |

## Produkcja
7 maja 2014 roku, FOX zamówiła serial na sezon telewizyjny 2014/15, którego premiera była zaplanowana na midseason.

18 stycznia 2015 roku stacja FOX zamówiła 2 sezon serial, który będzie składał się z 18 odcinków.

15 stycznia 2016 roku stacja FOX przedłużyła serial o trzeci sezon

11 stycznia 2017 roku stacja FOX zamówiła czwarty sezon.
2 maja 2018 roku stacja FOX przedłużyła serial o piąty sezon.
1 maja 2019 roku, stacja FOX ogłosiła zamówienie szóstego sezonu.